# Rhopalorhynchus clavipes
Rhopalorhynchus clavipes is een zeespin uit de familie Colossendeidae. De soort behoort tot het geslacht Rhopalorhynchus. Rhopalorhynchus clavipes werd in 1893 voor het eerst wetenschappelijk beschreven door Carpenter. 